# تخفیف
تخفیف (به انگلیسی: Discount) عبارتی عامیانه است که میان مردم در زمان داد و ستد استفاده می‌شود. تخفیف به معنی کاهش مبلغ پرداختی بابت خرید کالا است که مورد توافق فروشنده و خریدار صورت گرفته و خریدار مبلغ کمتری نسبت به قیمت اولیه کالا می‌پردازد.
استقبال خریداران از محصولات با ارزش اما با قیمت کم باعث شد تا فروشگاه‌ها از این شگرد برای جذب مشتری استفاده کنند. اصولاً خرده فروشی‌ها از اصطلاحات تبلیغاتی مانند «حراج ویژه» استفاده می‌کنند تا مشتریان از اجناس آنها بازدید کرده و در صورت علاقه خریداری کنند.
نحوه استفاده از شگرد حراج ویژه در فروشگاه‌های بزرگ کاملاً متفاوت است. این فروشگاه‌ها انتهای سال کالاهای باقیمانده در انبارشان را با تخفیف‌های ویژه به قیمت بسیار کمتری عرضه می‌کنند تا فروش بیشتری داشته و با انبار خالی به سال بعدی بروند. چنین اقدامی به این خاطر است که فروشگاه‌های بزرگ به‌صورت گروهی و با تعداد بالا خریداری می‌کنند و مبلغ کمتری بابت اجناس می‌پردازند. با این حساب خرید کالا در زمانی که آن محصول در انبار وجود داشته باشد، عملاً غیرممکن می‌شود.
فروشگاه‌های آنلاین یا آفلاین ایران نیز مانند فروشگاه‌های خارجی در روزهای خاص سال مثل جمعه سیاه (Black Friday) یا دوشنبه سایبری (Cyber Monday) محصولاتشان را با تخفیف ویژه‌ای به فروش می‌گذارند. علاوه بر آن، شب یلدا نیز به جمع ایام خاصی پیوسته که فروشگاه‌ها طی آن پیشنهادها ویژه‌ای با تخفیف شگفت‌انگیز به کاربران می‌دهند.

## بن تخفیف
فروشگاه‌های حضوری برای جذب مشتریان بیشتر از بن تخفیف استفاده می‌کنند. این بن‌ها توسط نهادها یا مراکز دیگر به مردم داده می‌شود. مشتریان نیز با استفاده از بن تخفیف می‌توانند درصد بالایی از خریدشان را تخفیف بگیرند.